# Боргини, Винченцо
Винченцо Боргини (итал. Vincenzo Borghini; 29 октября 1515, Флоренция — 15 августа 1580, Флоренция) — итальянский монах, живописец, филолог и коллекционер произведений искусства из Флоренции.

## Биография
Винченцо Боргини родился во Флоренции в 1515 году в знатной семье и в 1540 году был рукоположен в священники бенедиктинского ордена. Он был советником семьи Медичи по вопросам искусства и вместе с Джорджо Вазари занимался разработкой иконографической программы оформления Студиоло Франческо I в Палаццо Веккьо во Флоренции. Он также предоставил Вазари программу росписи потолка в Зале пятисот Палаццо Веккьо (1563) и выступал в качестве консультанта по иконографии при дворе Медичи на многих публичных церемониях в 1560-х и 1570-х годах.
После 1552 года Боргини служил приором Оспедале дельи Инноченти во Флоренции. Он был одним из основателей в 1561 году Академии рисунка во Флоренции. Он был одним из лиц, назначенных исправлять текст «Декамерона» Джованни Боккаччо по распоряжению коллегии Тридентского собора, и завершил эту работу для Флорентийского издания 1573 года. В последующих «Аннотациях» (1574) он объяснил текстовые изменения и тщательно исследовал язык этого произведения.
Боргини был вдохновителем основания лингвистической Академии делла Круска (1583), предложив Козимо I Медичи название и претендентов в академики, включая будущего президента Леонардо Сальвиати. А фундаментальная работа, которую он проделал над Annotazioni, позже легла в основу труда Сальвиати и первого академического словаря (Vocabolario degli Accademici della Crusca) 1611 года. Боргини скончался во Флоренции в 1580 году, после того как из смирения отказался от архиепископства Пизы, которое было предложено ему незадолго до смерти. Одним из его учеников был Франческо Морандини.

## Научные работы
Работы Боргини по большей части остаются неопубликованными, главным образом из-за его бессистемного метода ведения спорадических заметок и сложности почерка. Его самый известный труд «Discorsi di M. Vincenzo Borghini» был опубликован посмертно в двух томах в 1584 и 1585 годах и переиздан в 1755 году с аннотациями. Автор рассказывает о происхождении Флоренции, а также о некоторых интересных эпизодах её истории и многих бытовых подробностях. Слава Боргини достигла новой высоты в XIX веке, и отрывки из его рукописей публиковались время от времени, особенно «La Ruscelleide» (Città di Castello, Lapi, 1898), горькая сатира на Джироламо Русчелли, и краткие автобиографические заметки «Ricordi intorno alla sua vita» (Флоренция, Libreria Editrice Fiorentina, 1909).